# Kais Saied
Kais Saied (Tunis, 22 februari 1958) is een Tunesisch jurist en voormalig hoogleraar grondwettelijk recht. Op 13 oktober 2019 werd hij gekozen tot de zesde president van Tunesië; hij werd op 23 oktober van dat jaar beëdigd.
Hij is de eerste president die geboren is na de onafhankelijkheid van het land in 1956.

## Biografie
Saied was tot 2018 hoogleraar aan de Universiteit van Tunis. Saied was decaan van de juridische afdeling van de universiteit van Sousse, juridisch expert voor de Arabische Liga en het Arabisch Instituut voor de Rechten van de Mens. 
Hij was van 1990 tot 1995 secretaris-generaal van de Tunesische Vereniging voor Constitutioneel Recht en is sinds 1995 vice-president van die organisatie. 
Hij maakte deel uit van het comité van deskundigen dat in 2014 werd gevormd om commentaar te geven op de ontwerp-grondwet van Tunesië.
Hij is sinds 2018 een gepensioneerd professor.

### President
Saied had geen politieke functies bekleed voordat hij zich kandidaat stelde voor de Tunesische presidentsverkiezingen van 2019. Wel was hij in Tunesië een bekende persoonlijkheid en verscheen hij regelmatig op televisie om juridische en staatsrechtelijke kwesties uit te leggen. Hij is niet verbonden aan een politieke partij en presenteerde zich in de verkiezingsstrijd als een onafhankelijke sociaal conservatief. Hij beloofde tijdens zijn campagne corruptie te bestrijden en sociale rechtvaardigheid te bevorderen. 
Saied was duidelijk over zijn conservatieve opvattingen betreffende homoseksualiteit en de positie van vrouwen. Ook is hij voor de doodstraf. Hij heeft echter verklaard dat hij de sociale vrijheden die de laatste jaren in de wet zijn vastgelegd zou respecteren. Hij pleitte voor decentralisering van het politieke systeem, waarbij burgers lokale raden kiezen. Deze zouden dan uit hun midden parlementariërs aanwijzen.
Saied eindigde op de eerste plaats in de eerste ronde van de Tunesische presidentsverkiezingen van 15 september 2019 met 18,40% van de stemmen. Mediamagnaat en zakenman Nabil Karoui, die sinds 23 augustus 2019 in hechtenis zat op beschuldigingen van corruptie, haalde 15,58% en strandde op de tweede plaats. Omdat geen van de 26 presidentskandidaten meer dan 50% van de stemmen wist te behalen, werd op 13 oktober 2019 een tweede ronde georganiseerd tussen de twee kandidaten met de meeste stemmen. Op 10 oktober 2019, drie dagen voor de verkiezingen, werd Karoui vrijgelaten. In de tweede ronde van de verkiezingen kreeg Saied 72,71% van de stemmen. Tegenkandidaat Karoui kreeg 27,29% van de stemmen. Saied kreeg vooral steun van jonge kiezers, die weinig vertrouwen meer hadden in het politieke systeem. Op 23 oktober 2019 legde hij de eed af voor het parlement. 
Na massale betogingen tegen de regering-Mechichi ontsloeg Saied op 25 juli 2021 premier Hichem Mechichi en hij schortte de werkzaamheden van het parlement voor dertig dagen op. Saied liet militairen het parlementsgebouw omsingelen en de controle overnemen van het gebouw van de staatsomroep. Hij liet de politie het kantoor van nieuwszender Al Jazeera binnenvallen, journalisten buiten zetten en apparatuur in beslag nemen.  
Gedurende zijn presidentschap heeft Saied dictatoriale trekken vertoond. Zo ontbond hij het parlement, voerde een nieuwe grondwet in die hem zo goed als onschendbaar maakt en sloot hij politieke vijanden, activisten en journalisten op in de gevangenis. Zonder uitleg verving hij meermaals de eerste minister. Op 1 augustus 2023 werd Ahmed Hachani eerste minister, maar hij kreeg een jaar later, zonder enige uitleg, ontslag. Hij werd opgevolgd door Kamel Madouri.
In augustus 2024 stelde hij zich kandidaat voor de presidentsverkiezingen van 6 oktober 2024. Op 6 augustus 2024 werden vier mogelijke presidentskandidaten veroordeeld tot acht maanden gevangenisstraf en zij mogen zich niet meer verkiesbaar stellen. Critici menen dat het schijnveroordelingen zijn in een poging van de president om serieuze tegenstanders het veld te laten ruimen. Eerder werd Abir Moussi, de leidster van oppositiepartij Parti Destourien Libre (PDL), veroordeeld tot twee jaar cel na "het beledigen van de kiescommissie". Moussi had gezegd dat de kiescommissie niet onafhankelijk is en verbonden is met de president. Volgens de kiescommissie heeft Saied met 90,69% van de stemmen gewonnen tegenover 7,35% voor eerste uitdager Ayachi Zammel. De opkomst was met 28,8% minimaal, bij de vorige verkiezingen was dat nog 45%. Op 21 oktober 2024 legde hij de eed af voor zijn tweede termijn van 5 jaar voor het parlement 

### Persoonlijk leven
Zijn oom langs vaderskant, Hicham Saied, was de eerste kinderchirurg in Tunesië. Hij is wereldwijd bekend voor het scheiden van Siamese tweelingen in de jaren zeventig. Kais Saied is getrouwd met beroepsrechter Ichraf Chebil. Hij leerde haar kennen toen ze rechtenstudent was in Sousse. Ze hebben samen drie kinderen: een zoon en twee dochters.